# Ďábel z Vinohrad
Ďábel z Vinohrad (1966) je sólový recitál Jiřího Šlitra, který napsal Jiří Suchý. Komická dvojice se tak dočasně rozdělila, den před Ďáblem z Vinohrad měla premiéru Benefice, kde zase hraje sám Suchý. Oba komiky ale v těchto hrách doplňují další herci, v Ďáblovi z Vinohrad je to několik dívek, které vstupují na jeviště na začátku druhé půle hry. O tom, která z těchto dvou her bude mít premiéru dříve, spolu Suchý se Šlitrem losovali házením koruny.
Hra se skládá převážně z písniček, ze začátku je několik Šlitrových monologů o různých živelních katastrofách, které mohou přijít na divadlo.
Jiří Šlitr se sám doprovázel na klavír, na pozadí hrál Orchestr Milana Dvořáka ve složení Milan Dvořák, Ladislav Hora, Petr Kaplan, Miloslav Růžek a Karel Turnovský.
O dva roky později, 25. září 1968, se konala obnovená premiéra (režie Jiří Menzel a Eva Sadková), ve které hrál už Šlitr se Suchým a s nimi Naďa Urbánková a Miluše Voborníková. Orchestr divadla Semafor opět řídil Milan Dvořák.
Obnovené premiéře ale předcházelo to, že během invaze do Československa 21. srpna 1968 trávil Jiří Suchý dovolenou v Jugoslávii a po invazi odjel k příbuzným do Londýna, kde k němu došla informace, že v Praze KGB zatýká signatáře dokumentu Dva tisíce slov (podepsali Suchý i Šlitr). Když se ale poprvé po čase dokázal telefonicky spojit s Jiřím Šlitrem, ten mu říkal, ať se vrátí, že musí hrát v divadle sám. Suchý tedy přiletěl do Prahy a vystoupil v závěru Ďábla z Vinohrad na jeviště, aby vyvrátil novinovou zprávu z toho dne, že je v Londýně. Hlediště prý bouřilo nadšením.
Role Ďábla je psaná Šlitrovi na tělo (Šlitr sám bydlel na Vinohradech) a tak se jméno Ďábel z Vinohrad stalo jakousi jeho přezdívkou. Jmenuje se tak tedy několik knih a výběrů nahrávek o Jiřím Šlitrovi.

## Seznam písniček
- Tři tety
- Slečna Mici
- Akvárium
- Jak se zbavit dámy
- Když voják jede do boje
- Slečna v sedmý řadě
- Slavná obhajoba
- Propil jsem gáži
- Tragédie s máslem
- Terpentýn
- Ukrejvám rozpaky
- Vy jste tak sympatický
- Ďábel z Vinohrad
- My jsme holky plný žáru

Seznam vychází z knižního vydání scénáře, písňosled se ale postupně měnil, pro nahodilý nástin dalších písniček viz záznamy hry. V představení také někdy zazněla píseň Řada koní, či Vítr nevane sám.

## Záznamy hry

### Zvukové
- nahrávka z roku 1966, zpívá Jiří Šlitr, hraje skupina divadla Semafor vedená Jiřím Šlitrem
  - EP vydané ke knize Jiří Šlitr, Praha–Bratislava, 1970 – píseň Slavná obhajoba
  - Písničky a povídání ze Semaforu tentokráte na gramodesce připomínající tvorbu JIŘÍHO ŠLITRA, Panton, 1985 – výběr 4 tracků: monolog Bezplatná prohlídka divadla Semafor, písničky Jak se zbavit dámy, Slečna Mici a Vy jste tak sympatický
  - Jména, Bonton, 2003 – píseň Slečna Mici

- nahrávka z roku 1967, hovoří, zpívá a na piano hraje (v některých skladbách) Jiří Šlitr, doprovází Milan Dvořák se svou skupinou
  - Ďábel z Vinohrad, Supraphon, 1970 – písně Slavná obhajoba, Propil jsem gáži, Tragedie s máslem, Melancholické blues a monolog „Jak se zachovat v případě požáru“
  - Šlitr zpívá Šlitra, Supraphon, 2014 – píseň Slavná obhajoba

- nahrávka z roku 1966 nebo 1967
  - Šlitr zpívá Šlitra, Supraphon, 2014 – písně Slečna Mici, Jak se zbavit dámy, Propil jsem gáži, Tragédie s máslem, Vy jste tak sympatický, Terpentýn, My jsme holky plný žáru, Spánek má strýčka portýra

- nahrávka z 3. října 1968
  - Divadlo Semafor 1959 - 1969, Supraphon, 1978 – výběr 6 tracků: monology a písně Tři tety, Co jsem měl dnes k obědu a část písně Ďábel z Vinohrad; účinkuje Jiří Šlitr, Orchestr divadla Semafor řídí Rudolf Rokl
  - kompletní záznam představení v rámci CD Šlitr zpívá Šlitra, Supraphon, 2014

- nedatovaná nahrávka na CD To byl Jiří Šlitr, 1999 – 16 tracků: 4 monology a písně Slavná obhajoba, Tragédie s máslem, Co jsem měl dnes k obědu, Já mám doma medvěda, Tři tety, Šnečí fox, Ďábel z Vinohrad, Slečna Mici, Akvarium, Voják, Nikdo nic nikdy nemá (Jaroslav Ježek / Jiří Voskovec a Jan Werich), Jak se zbavit dámy, zpívá a hovoří Jiří Šlitr, Orchestr divadla Semafor řídí Rudolf Rokl
- nedatované nahrávky na CD Ďábel z Vinohrad, FR centrum, 2005
  - písně Teplé prádlo, Slečna ze 7. řady, Strangers In The Night, Melancholický blues, Sedm prken žehlicích, Spánek má strýčka portýra – účinkují Jiří Šlitr, Vratislava Hellerová, Olga Nosková, Květa Hanušová, Jaroslava Rajtorová, hraje Orchestr divadla Semafor, řídí Milan Dvořák
  - písně Ďábel z Vinohrad, Propil jsem gáži a Vy jste tak sympatický – účinkují Jiří Šlitr, Naďa Urbánková, Miluška Voborníková, hraje Orchestr divadla Semafor: František Ringo Čech, Ladislav Chvalkovský, Petr Kaplan, Miloslav Růžek, řídí Rudolf Rokl

### Obrazové
- píseň Calypso o šťastné zemi, zpívá Jiří Suchý a sbor divadla Semafor – v rámci pořadu Československé televize Jak se máte, co děláte, 3. října 1968 (režie: František Filip) – vyšlo na DVD Největší hity (2005)

## Knižní vydání textu hry
- Jonáš a dr. Matrace a jiné hry ze Semaforu, Mladá fronta, 1994.
- Encyklopedie Jiřího Suchého, svazek 10, divadlo 1963–1969, Karolinum a Pražská imaginace, Praha 2002: s. 155–183.

### Úryvky
- To nejlepší z Jiřího Suchého, Scéna, Praha 1990: s. 149–151 (Šlitrovo povídání o katastrofách)